# Postschwede
Postschwede ist in der norddeutschen Mundart eine Bezeichnung für den Beruf des Postboten. Im Ostniederdeutschen ist zudem die Bezeichnung „Landschwede“ für den Beruf des Landarbeiters geläufig. Die Herkunft der Bezeichnung Postschwede wird entweder zurückgeführt auf die vom schwedischen Heer während des Dreißigjährigen Krieges und der sogenannten Schwedenzeit unterhaltenen Postverbindungen, oder auf das niederdeutsche Schwitieh ‚Lebemann‘, welches aus dem französischen suitier entstanden sein soll.
Der Reiseschriftsteller Ludwig Passarge berichtet 1867:

„Sonderbarer Weise sprechen wir in Ostpreußen auch von einem ‚Postschweden‘ und ‚Landschweden‘. Ich hatte mir früher vorgestellt, daß der ‚alte Schwede‘ aus der ‚Schwedenzeit‘, also dem siebenzehnten Jahrhundert stamme, als die Kämpfe des dreißigjährigen Krieges, und später die Kriege der Schweden mit Polen und dem Großen Kurfürsten dieselben vielfach in Verbindung mit Deutschland brachten; als die ‚blauen Burschen‘ ebenso in Memel und Tilsit bekannt waren wie in dem südlichen Tyrol. Aus diesem Zusammentreffen war aber allenfalls nur der ‚alte Schwede‘ zu erklären, nicht der ‚Post- und Landschwede‘. Erst in Schweden selbt sollte mir die Aufklärung von einem mecklenburgischen Reisenden kommen, der mit mittheilte, daß in seinem ‚engeren‘ Vaterlande nicht der ‚Schwede‘ sondern der ‚suitier‘ die Verbindung mit ‚alt, Post und Land‘ eingehe; Schwede sei also nur eine Corruption aus suitier, das plattdeutsch Schwitieh lautet. Erwägt man, daß das alte Ur-Schweden Svithiod heißt, so kann die Verwechslung nicht auffallen. ‚Schwitieh‘ ist in ganz Norddeutschland die Bezeichnung für den heitern, etwas lockern Lebemann. Da zur Post und zur Landwirthschaft aber – wenigstens in früheren Zeiten – meist solche Leute zu gehen pflegten, welche wegen ihrer ‚Schwiten‘ in anderen Fächern nicht recht fortkamen, so erklärt sich die Verbindung von Schwitieh mit Post und Land ganz von selbst.“

Dagegen schildert die Deutsche Verkehrs-Zeitung 1879:

„Die Schweden hatten im Dreissigjährigen Kriege in den von ihnen besetzten Theilen Deutschlands unter Verwendung von Dragonern eine Art von Feldpostdienst zur Herstellung der Verbindung zwischen den Standorten der einzelnen Truppentheile mit dem Hauptquartier sowie mit der Heimat eingerichtet. Diese schwedischen Dragoner, welche sich wahrscheinlich auch wol mit der Mitnahme von Briefen an Privatpersonen befassten, erhielten im Munde des Volkes die Bezeichnung ‚Postschweden‘, welche sich bisjetzt erhalten hat und scherzweise noch zur Anwendung kommt.“